# Бодзановиці
Бодзановиці (пол. Bodzanowice, нім. Botzanowitz, 1936-1945 Grunsruh) — село в Польщі, у гміні Олесно Олеського повіту Опольського воєводства.
Населення — 1026 осіб (2011).

## Демографія
Демографічна структура станом на 31 березня 2011 року:
|          | Загалом | Допрацездатний вік | Працездатний вік | Постпрацездатний вік |
| -------- | ------- | ------------------ | ---------------- | -------------------- |
| Чоловіки | 489     | 104                | 331              | 54                   |
| Жінки    | 537     | 95                 | 333              | 109                  |
| Разом    | 1026    | 199                | 664              | 163                  |